# 리즈 트러스
메리 엘리자베스 "리즈" 트러스(영어: Mary Elizabeth "Liz" Truss, 1975년 7월 26일~)는 영국 총리와 보수당 대표를 지낸 정치인이다. 2022년 9월 6일부터 10월 25일까지 50일간 재임한 영국 역사상 최단 임기 총리다. 금융위기를 촉발한 경제정책 실책으로 보수당 내 지지를 잃어 사임했다. 총리 취임 전, 데이비드 캐머런, 테리사 메이, 보리스 존슨 정부를 거치며 환경장관, 법무장관, 재정차관, 국제통상장관, 여성평등장관, 외무장관 등을 역임했다. 의원 당선 직후 대처주의를 추구하는 보수당 의원들의 모임인 '자유 기업 그룹'을 결성했다. 2010년 사우스 웨스트 노퍽 선거구에서 당선된 후 4선한 현역 의원이다.
트러스 총리는 취임 직후인 2022년 9월 8일 에너지 요금 폭등에 대한 대책으로 대규모 에너지 보조금 지원책을 발표했다. 가계, 기업, 공공 부분에 대한 지원에 2년간 총 1500억 파운드를 지출할 것으로 예상됐다. 이어 9월 23일 '성장 계획'(Growth Plan)이라는 제하에 대규모 감세 및 국채 발행 계획을 발표했다. 법인세 인상 취소, 소득세 인하, 주택 취등록세 인하 등이 포함된 속칭 '미니 예산'의 감세 규모는 2026년 한 해에만 450억 파운드에 이를 것으로 예상됐다. 1972년 이후 최대의 감세였다. 누적된 경상수지 적자, 정부채무, 물가 상승 등의 문제를 안고 있는 상황에서 영국 정부가 대규모 지출, 차입, 감세 계획을 발표하자 금융시장이 대단히 부정적으로 반응해 영국 국채와 파운드화 가치가 폭락했다. 국내외의 거센 비판을 받은 트러스 총리는 계획의 대부분을 철회하고 취임 45일만에 사임을 발표한다.

## 역대 선거 결과
| 선거명      | 직책명                             | 대수 | 정당   | 득표율 | 득표수   | 결과 | 당락                             |
| ----------- | ---------------------------------- | ---- | ------ | ------ | -------- | ---- | -------------------------------- |
| 2001년 선거 | 하원의원 (헴스워스 선거구)         | 53대 | 보수당 | 21.01% | 7,400표  | 2위  | 낙선                             |
| 2005년 선거 | 하원의원 (칼더 밸리 선거구)        | 54대 | 보수당 | 35.71% | 17,059표 | 2위  | 낙선                             |
| 2010년 선거 | 하원의원 (사우스웨스트노퍽 선거구) | 55대 | 보수당 | 48.33% | 23,753표 | 1위  | 사우스 웨스트 노퍽 하원의원 당선 |
| 2015년 선거 | 하원의원 (사우스웨스트노퍽 선거구) | 56대 | 보수당 | 50.92% | 25,515표 | 1위  | 사우스 웨스트 노퍽 하원의원 당선 |
| 2017년 선거 | 하원의원 (사우스웨스트노퍽 선거구) | 57대 | 보수당 | 62.76% | 32,894표 | 1위  | 사우스 웨스트 노퍽 하원의원 당선 |
| 2019년 선거 | 하원의원 (사우스웨스트노퍽 선거구) | 58대 | 보수당 | 68.99% | 35,507표 | 1위  | 사우스 웨스트 노퍽 하원의원 당선 |
| 2024년 선거 | 하원의원 (사우스웨스트노퍽 선거구) | 59대 | 보수당 | 25.30% | 11,217표 | 2위  | 낙선                             |